# Paratapinocyba kumadai
Paratapinocyba kumadai is een spinnensoort in de taxonomische indeling van de hangmatspinnen (Linyphiidae).
Het dier behoort tot het geslacht Paratapinocyba. De wetenschappelijke naam van de soort werd voor het eerst geldig gepubliceerd in 1986 door Kendo Saito.